# Regeringsformatie België oktober 1978
Na de val van de regering-Tindemans IV op 11 oktober 1978 ging de formatie van een nieuwe federale regering van start. De formatie, die leidde tot de vorming van de regering-Vanden Boeynants II, duurde 10 dagen.

## Verloop van de formatie

### Aanloop naar de formatie
Op 11 oktober 1978 viel de regering-Tindemans IV (CVP, PSC, PSB, BSP, Volksunie en FDF) over het Egmontpact dat België moest omvormen tot een federale staat. De Raad van State had geoordeeld dat bepaalde aspecten van dat Egmontpact ongrondwettelijk waren. Desondanks wilden de voorzitters van de regeringspartijen (en dan vooral de Franstalige) het pact zonder wijzigingen doorvoeren, wat door de CVP, de partij van premier Leo Tindemans, werd bestreden. Tijdens de plenaire zitting van de Kamer van 11 oktober 1978 dwong PSB-voorzitter André Cools de premier om het standpunt van de regering ten opzichte van de grondwettelijke bezwaren van CVP tegen het Egmontpact te verduidelijken, waarbij hij Tindemans ertoe aanzette om zich tegen het standpunt van zijn partij te keren. Tindemans kondigde daarop onverwacht aan dat hij het ontslag van de regering zou aanbieden bij de koning.
Koning Boudewijn stemde meteen in met ontslag van de regering-Tindemans IV en belastte de regering met de afhandeling van de lopende zaken. De volgende dag begon hij met raadplegingen van de politieke leiders: op 12 en 13 oktober werden achtereenvolgens Kamervoorzitter Edmond Leburton, Senaatsvoorzitter Robert Vandekerckhove, vicepremiers Paul Vanden Boeynants (PSC) en Léon Hurez (PSB) en de partijvoorzitters in audiëntie ontvangen.

### Informateur Paul Vanden Boeynants (13 oktober - 18 oktober 1978)

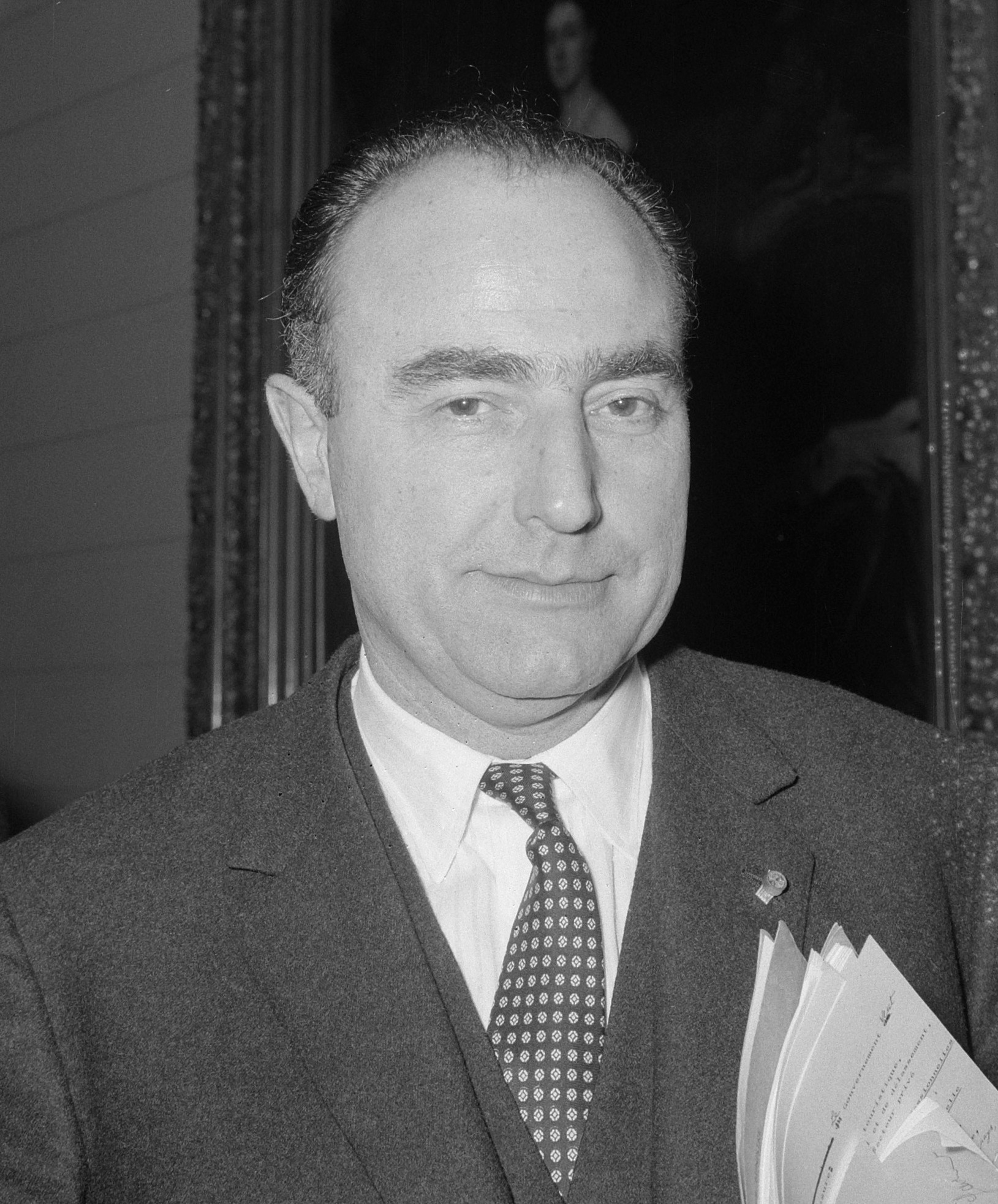
Paul Vanden Boeynants.

Op 13 oktober 1978 werd ontslagnemend vicepremier en oud-premier Paul Vanden Boeynants (PSC) door de koning belast met de opdracht van informateur. Hij diende een oplossing te vinden voor de politieke crisis. De volgende dagen voerde Vanden Boeynants consultaties met onder andere ontslagnemend premier Tindemans en de voorzitters van de regeringspartijen: Wilfried Martens (CVP), Charles-Ferdinand Nothomb (PSC), André Cools (PSB), Karel Van Miert (BSP), Hugo Schiltz (Volksunie) en Antoinette Spaak (FDF). Vanaf 16 oktober voerde de informateur onderhandelingen met afgevaardigden van de zes regeringspartijen. Dezelfde dag maakte Vanden Boeynants zijn voorstellen over aan de partijbureaus van deze partijen. Er zou een overgangsregering worden gevormd die zich vooral zou bezighouden met de sociaal-economische problemen en daarnaast een beperkte gewestvorming zou uitwerken, waarover na de volgende verkiezingen, die in 1981 zouden plaatsvinden, een definitieve oplossing zou worden uitgewerkt. De Franstalige partijen waren voor de oplossing van de informateur, terwijl de Vlaamse partijen er niet tevreden mee waren.
Nadat de koning de partijvoorzitters van de regeringspartijen had ontvangen, werd Vanden Boeynants op 18 oktober ontheven van zijn informateursopdracht en kreeg hij in de plaats de opdracht om een nieuwe regering te vormen. Vanden Boeynants vroeg echter bedenktijd, omdat de gesprekken met de partijvoorzitters hem nog niet overtuigd hadden van de slaagkansen van de formatie, en hield raadplegingen met de partijvoorzitters en ontslagnemend premier Tindemans. In de nacht van 19 op 20 oktober 1978 gingen de partijvoorzitters ermee akkoord om een overgangsregering te vormen waarvan Vanden Boeynants premier werd. Deze regering moest een grondwetsherziening voorbereiden door in samenspraak met het parlement een aantal artikelen in de grondwet voor herziening vatbaar te verklaren, waarna het parlement ontbonden werd en er nieuwe verkiezingen zouden komen.
Op 20 oktober 1978 legden de 22 ministers en 7 staatssecretarissen van de regering-Vanden Boeynants II de eed af. Deze regering had dezelfde samenstelling als de regering-Tindemans IV, alleen Leo Tindemans maakte er geen deel meer van uit. Op 25 oktober werd in het parlement de regeerverklaring voorgelezen, waarna de Kamer op 26 oktober en de Senaat op 27 oktober 1978 hun vertrouwen gaven aan de regering. Nadat het parlement een aantal Grondwetsartikelen voor herziening vatbaar hadden verklaard, werden de Kamer en de Senaat op 14 november ontbonden. Vervolgens werden er nieuwe verkiezingen uitgeschreven, die op 17 december 1978 werden gehouden.
1919 · 1920 · 1921 · 1923 · 1924 · 1925 · 1926 · 1927 · 1929 · 1931 · mei 1932 · okt. 1932 · dec. 1932 · jun. 1934 · nov. 1934 · 1935 · 1936 · 1937 · 1938 ·  feb. 1939 · apr. 1939 · 1940 · 1944 · 1945 · feb-mrt 1946 · jul-aug 1946 · 1947 · 1948 · 1949 · jun 1950 · aug 1950 · 1952 · 1954 · jun. 1958 · nov. 1958 · 1961 · 1965 · 1966 · 1968 · 1971/72  · 1972/73 · 1974 · 1977 · 1978 · 1978/79 · apr.-mei 1980 · okt. 1980 · apr. 1981 · nov.-dec. 1981 · 1985 · oktober 1987 · 1987/88 · 1991/92 · 1995 · 1999 · 2003 · 2007 · 2008 · 2010/11 · 2014 · 2019/20 · 2024/25